# International Union of Sex Workers
International Union of Sex Workers (IUSW) är en fackförening för sexarbetare baserad i Storbritannien. Organisationen kampanjar för avkriminalisering av prostitution och för att sexarbete skall erkännas som ett riktigt arbete. 2002 gick organisationen ihop med den allmänna fackföreningen GMB, och IUSW är numera en officiell gren av GMB. Fackföreningen erbjuder bland annat kurser i självförsvar och hjälp till medlemmar som önskar att lämna sexbranschen.

## Historik
IUSW grundades år 2000 av ett antal hallickar, prostituerade, akademiker och sympatisörer. Det första offentliga arrangemanget var en protestmarsch genom Soho på internationella kvinnodagen 8 mars 2000, ett evenemang som ackompanjerades av brasiliansk sambamusik.